# II. Andronikosz trapezunti császár
II. Andronikosz (görögül: Ανδρόνικος Β΄ Μέγας), (1236 – 1266) Nagy Komnénosz, trapezunti császár 1263-tól haláláig.

## Élete
I. Manuél császár legidősebb fia. Édesanyja, Anna Xylaloé császárné feltehetően trapezunti nemesi családból származott. II. Andronikosz rövid uralma idején országa békében fejlődött és virágzását élte a selyemút kereskedelmének kiaknázásával. Halála után öccse követte a trónon.